# Григор'єв Геннадій Миколайович
Геннадій Миколайович Григор'єв (нар. 15 грудня 1954 Оренбург, РРФСР) — перший начальник військово-оркестрової служби Міністерства оборони України, заслужений діяч мистецтв України, керівник інституту проблем народної культури УКЦД, автор праць з викладання та розвитку духової музики. Педагог музичної освіти і диригент.

## Життєпис
1973-го року закінчив Оренбурзьке музичне училище. У той же час, 1971—1973, був артистом оркестру музично-драматичного театру. 1974-го вступив на військово-диригентський факультет Московської державної консерваторії котрий закінчив з відзнакою у 1980 році.
1980—1987 — військовий диригент оркестру Київського військового інженерного училища.
1987—1991 — начальник військово-орестрової служби оркестру Київського військового округу. З 1989-го отримав звання Заслужений діяч мистецтв України.
1991—1995 — начальник військово-оркестрової служби Міністерства оборони України. За керівництва Геннадія Миколайовича було створено нові штати оркестрів ЗСУ, зокрема: Зразково-показовий оркестр, оркестр Почесної варти, оркестри штабів оперативних командувань та родів військ, у 1993—1994 було організовано перші виступи українських в/о на міжнародних фестивалях в країнах Європи та Росії.
1996—1998 — провідний фахівець Всеукраїнської музичної спілки.
З 1996-го співробітник УКЦД, від 2005-го року керівник інституту проблем народної культури УКЦД.

## Творчість
Григор'єв є ініціатором та організатором духових оркестрів в різних куточках України, аранжував понад 100 музичних творів, автор друкованих праць з підготовки та діяльності духових оркестрів. Нагороджений рядом нагород, звань та почесних грамот.
Багато років був єдним з провідних фахівців оркестрового духового виконавства. З 1991 року співпрацював з Інститутом післядипломної освіти Національної академії керівних кадрів культури і мистецтв, проводив майстер-класи та лекційні заняття в групах підвищення кваліфікації викладачів вищих мистецьких навчальних закладів І-ІІ рівнів акредитацій (Миколаївське державне вище музичне училище, Сумське вище училище мистецтв і культури ім. Д.Бортнянського, Чернівецьке обласне училище мистецтв ім. С.Воробкевича, Херсонське музичне училище, Запорізьке музичне училище ім. П.Майбороди, Маріупольське музичне училище) та  для викладачів дитячих шкіл естетичного виховання різних областей України.
Протягом багатьох років Г. М. Григор'єв брав активну участь у підготовці та проведенні Всеукраїнських і Міжнародних фестивалів і конкурсів як голова та член журі, а також як диригент зведеного оркестру, з успіхом виступав у концертах з різними оркестрами. Зокрема, у 2003, 2005, 2007, 2009, 2011, 2013, 2015 роках бере участь як голова журі, диригент зведеного оркестру, консультант методичних семінарів з викладачами ПЦК духових інструментів училищ культури і мистецтв України з питань методики викладання спеціальних дисциплін в рамках підготовки та проведення Всеукраїнського фестивалю-конкурсу духової та естрадної музики «Таврійські сурми» в Мелітополі, Запорізької області.

## Праці
- «Некоторые особенности организации методической и творческой работы с духовым оркестром» Минкульт УССР, Институт повышения квалификации работников культуры, К. 1991 39 с.
- «Диригування духовим оркестром.» (1996)
- «Музичні твори для духового оркестру.» (2003)
- «Робота диригента з духовим оркестром.» Головне управління культури мистецтв та охорони культурної спадщини України: К. 2004 213 с. (2004)
- «Тамбур мажор і керування духовим оркестром.» (2005)
- «Оркестрово-ансамблева підготовка, налаштування орестру та оркестровий стрій.» (2006)
- «Методика роботи з духовим оркестром» К.: КІМ ім. Р. М. Глієра, 2013. — 25 с.
- «Оркестрова майстерність та методика роботи з духовим оркестром» Навчальний посібник. К.: Видавництво «Логос», 2015. — 268 с.
- Григор'єв Г. М. Форми концертної діяльності духового оркестру як шлях творчого формування особистості / Г. М. Григор'єв // Міжнародний вісник «Культурологія. Філологія. Музикознавство», вип. І (4), 2015 р.
- Григор'єв Г. М. Робоча та типова програми з дисципліни «Методика роботи з духовим оркестром» / Г. М. Григор'єв. — К.: КІМ ім. Р. М. Глієра, 2013. — 25 с.
- Григор'єв Г. М. Робота диригента з духовим оркестром / Г. М. Григор'єв. — посібник методичних рекомендацій. Головне управління культури мистецтв та охорони культурної спадщини України: Київ, 2004—213 с.
- Григор'єв Г. М. Оркестрова майстерність та методика роботи з духовим оркестром / Г. М. Григор'єв. Навчальний посібник. — К.: Видавництво «Логос», 2015. — 268 с. (Рекомендовано до друку Вченою радою Київського інституту музики ім. Р. М. Глієра, протокол № 2 від 30.10.2014).